# Ringparken, Kentron

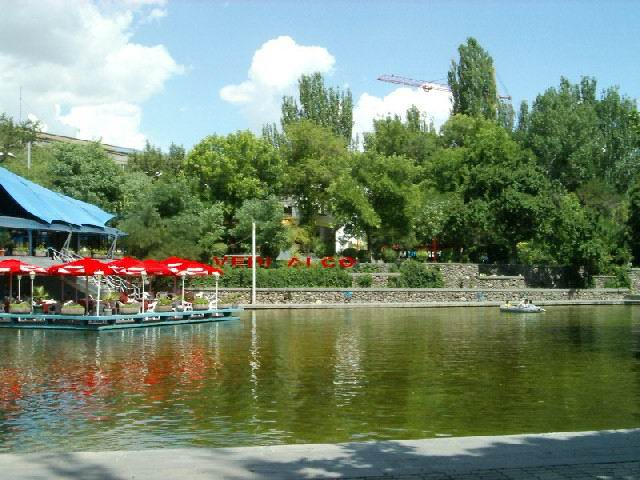
Ringparken

Ringparken (armeniska: Օղակաձեւ Զբոսայգի), eller Ungdomsparken, är en allmän park i distriktet Kentron i Jerevan i Armenien. Den har ena ändan vid Gregorios Upplysarenkatedralen söder om Tigran Metsavenyn och den andra vid  Poplavoksjön i norr nära Mashtotsavenyn. Parken ligger längs Khanjyan-, Jervand-, Kochar-, Alex Manoogian-, Moskovian- och Isahakjangatona och bildar en halvcirkulär park runt den östra delen av Jerevans centrum. Parken är ungefär 2,5 kilometer lång och 120 meter bred.
Ringparken var den del av generalplanen för Jerevan från 1924, som ritades av Alexander Tamanian. 

## Skulpturer i parken
- Statyer över Aleksandr Gribojedov, Andranik Ozanian, Jardan Mamikonian, Jeghishe Charents, Tigran Petrosian, Mikael Nalbandian, Armen Tigranian, Fridtjof Nansen, Avetik Isahakjan och Vahan Terian.

- Välgörarnas promenadstråk öppnade i oktober 2012 med statyer av sex prominenta armeniska välgörare: nationalisten och ämbetsmannen Boghos Nubar (1851–1930), Aleksandr Mantashjan, Alex Manoogian, Calouste Gulbenkian, industrimannen Mikael Aramjants (1843–1923) och juveleraren Ivan Lazarev (1735–1801).

- I parken finns också Vänskapsmonumentet mellan Carrara och Jerevan från 1967 och skulpturen Väntan av Stepan Tarjan.

## Byggnader i parken
- Gregorios Upplysarenkatedralen
- Tekeyna kulturcentrum
- Tigran Petrosians schackhus
- Jerevans statliga universitets tennisklubb
- Komitas kammarkonserthus
- Tunnelbanestation Jeritasardakan

## Bildgalleri

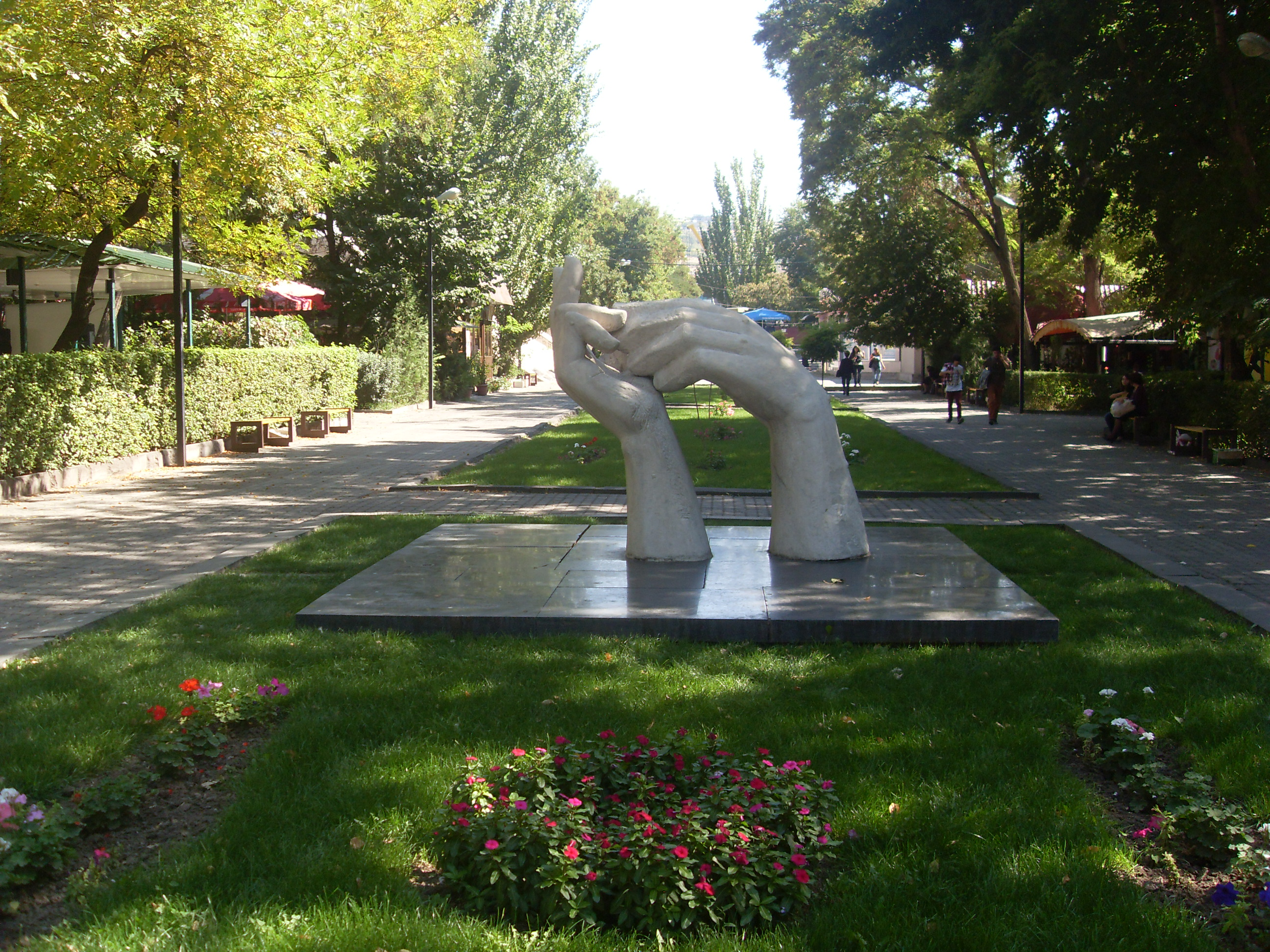
Vänskapens händer från Carrara till Jerevan
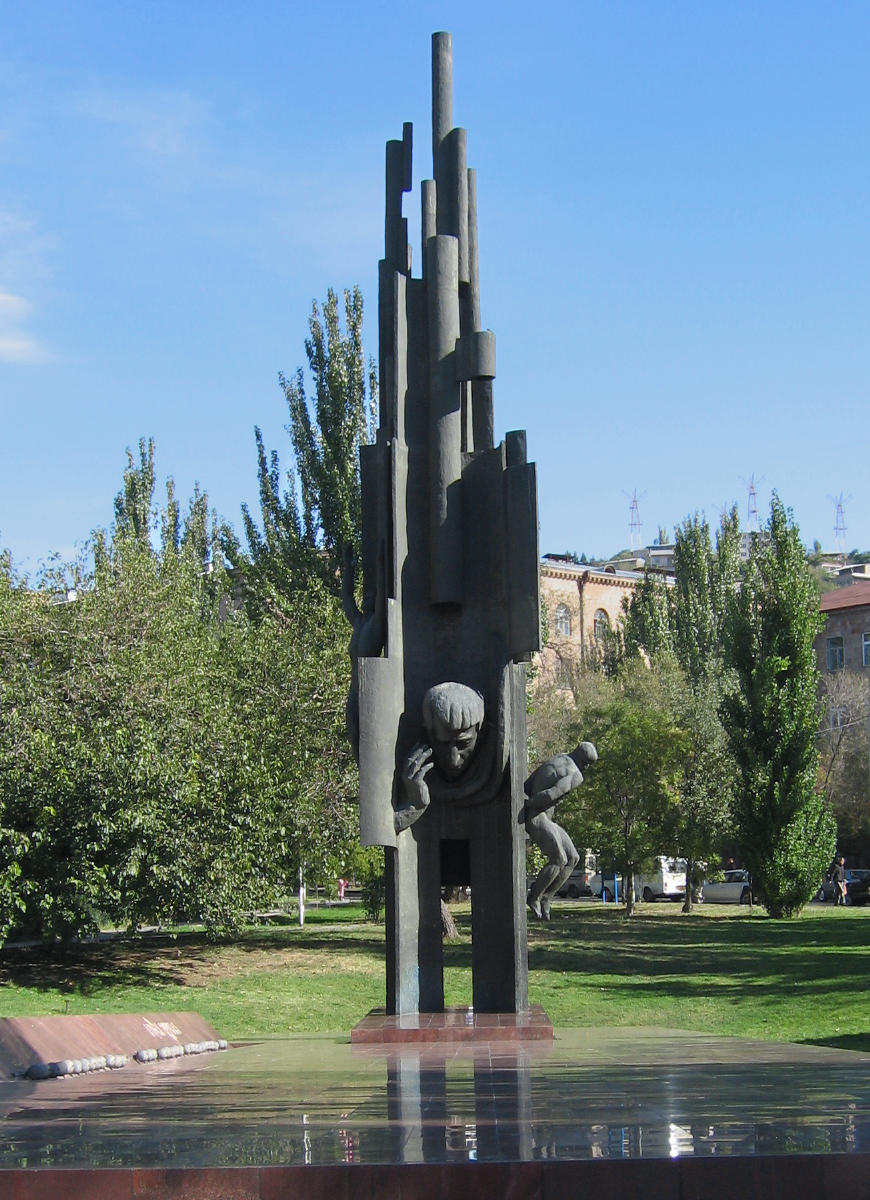
Monumentet över Jeghishe Charents
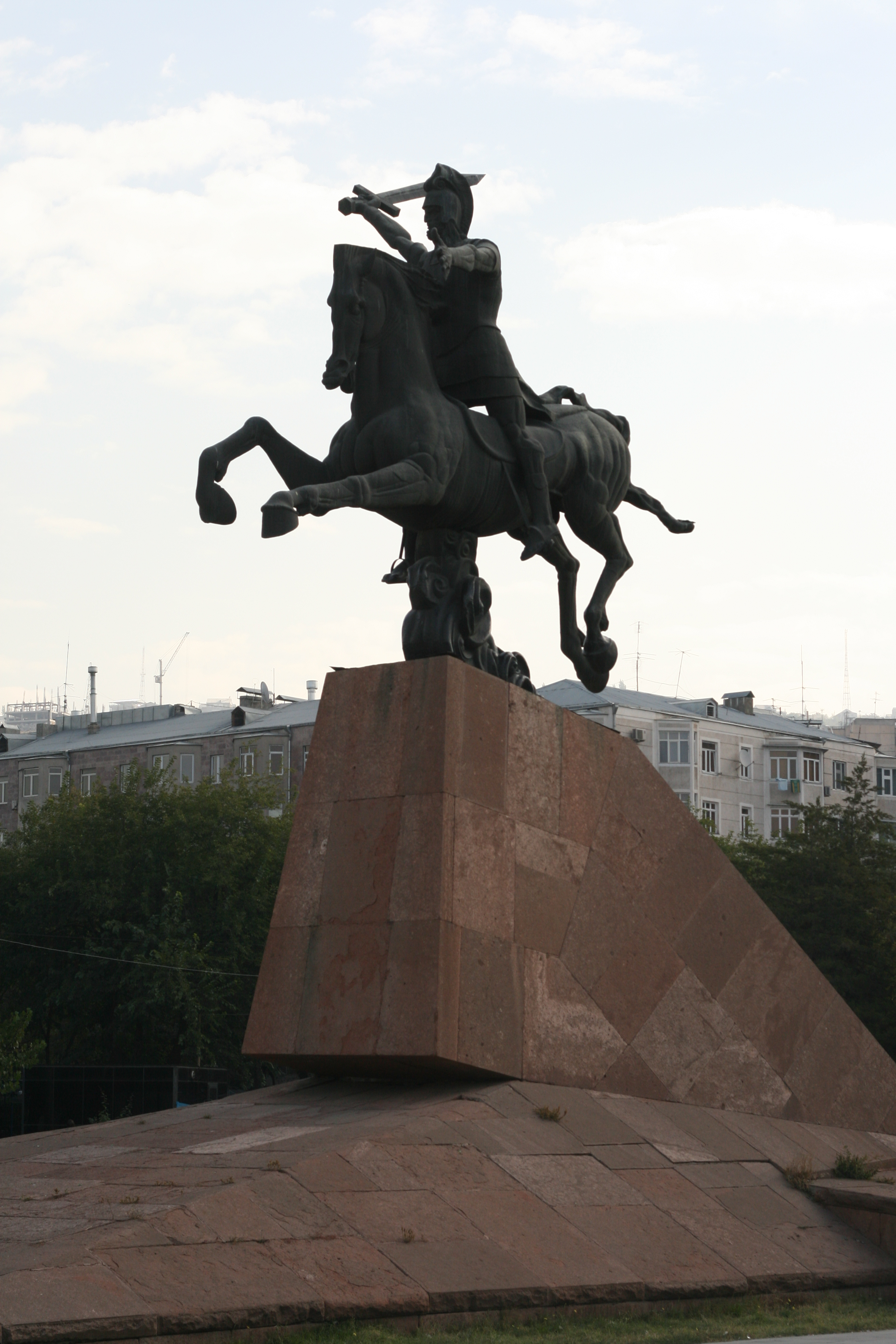
Statyn av Vardan Mamikonjan
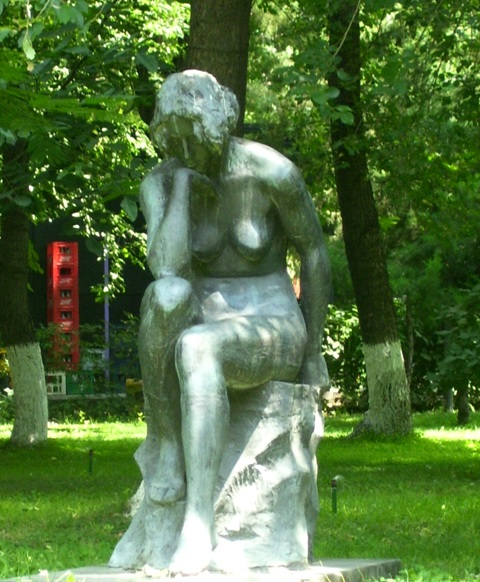
Skulpturen Väntan, brons, av Stepan Taryan
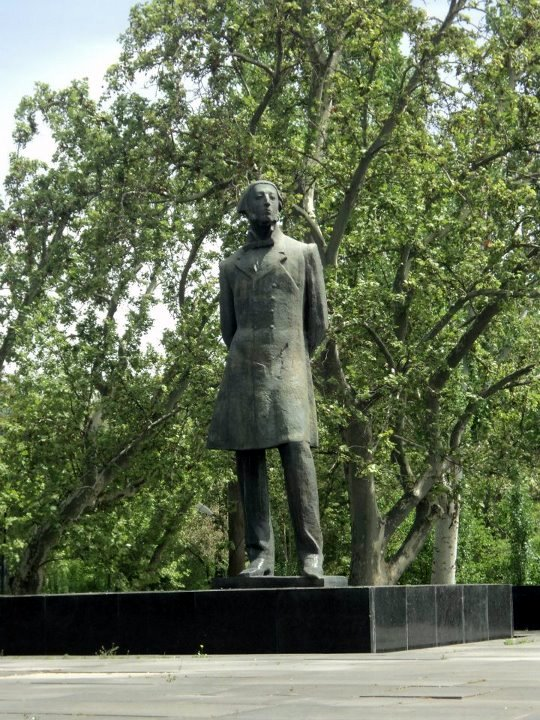
Staty över Mikael Nalbandian
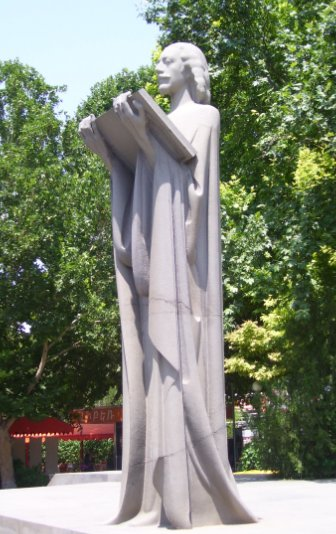
Staty över Armen Tigranian
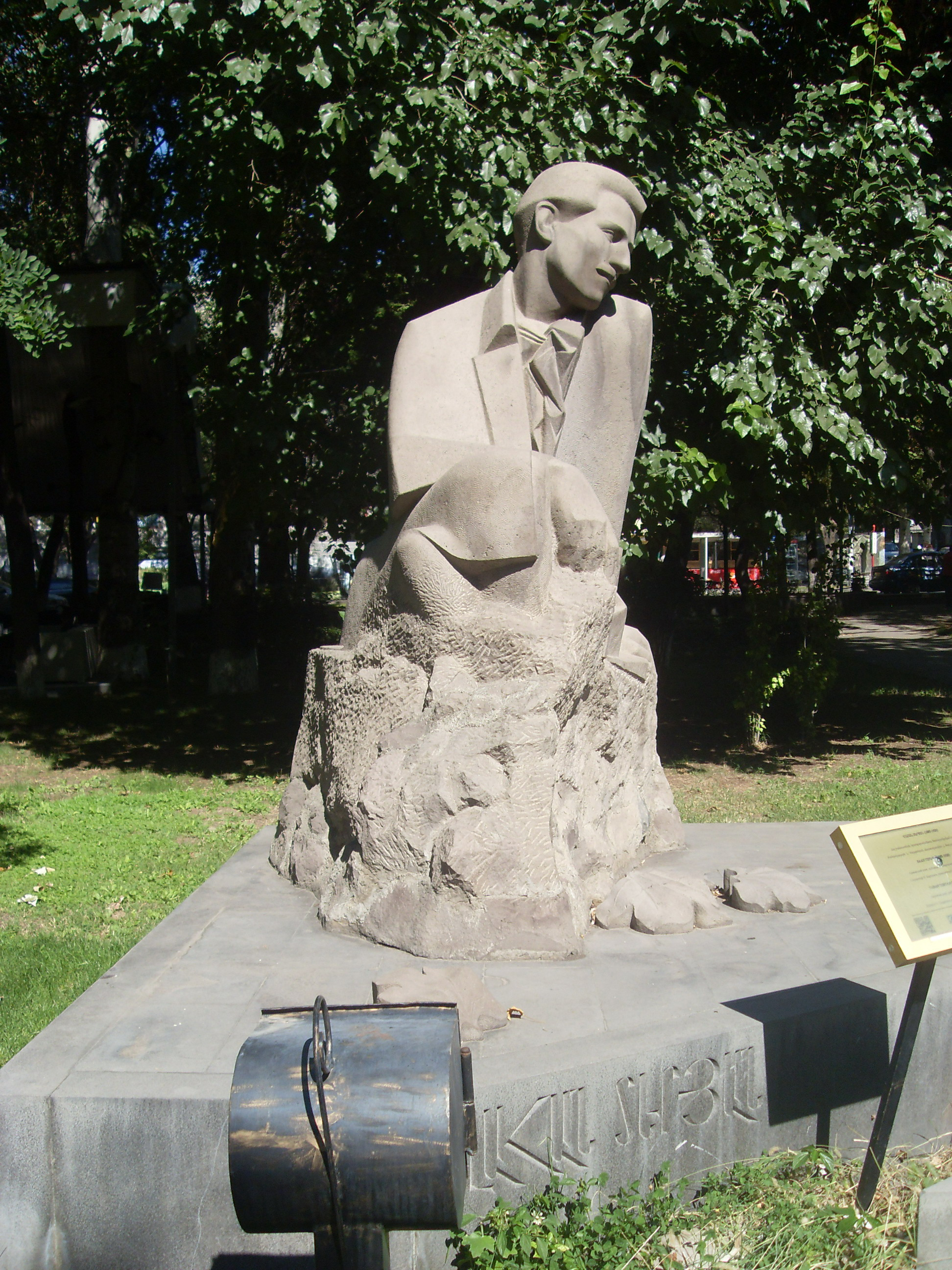
Staty över Vahan Terjan
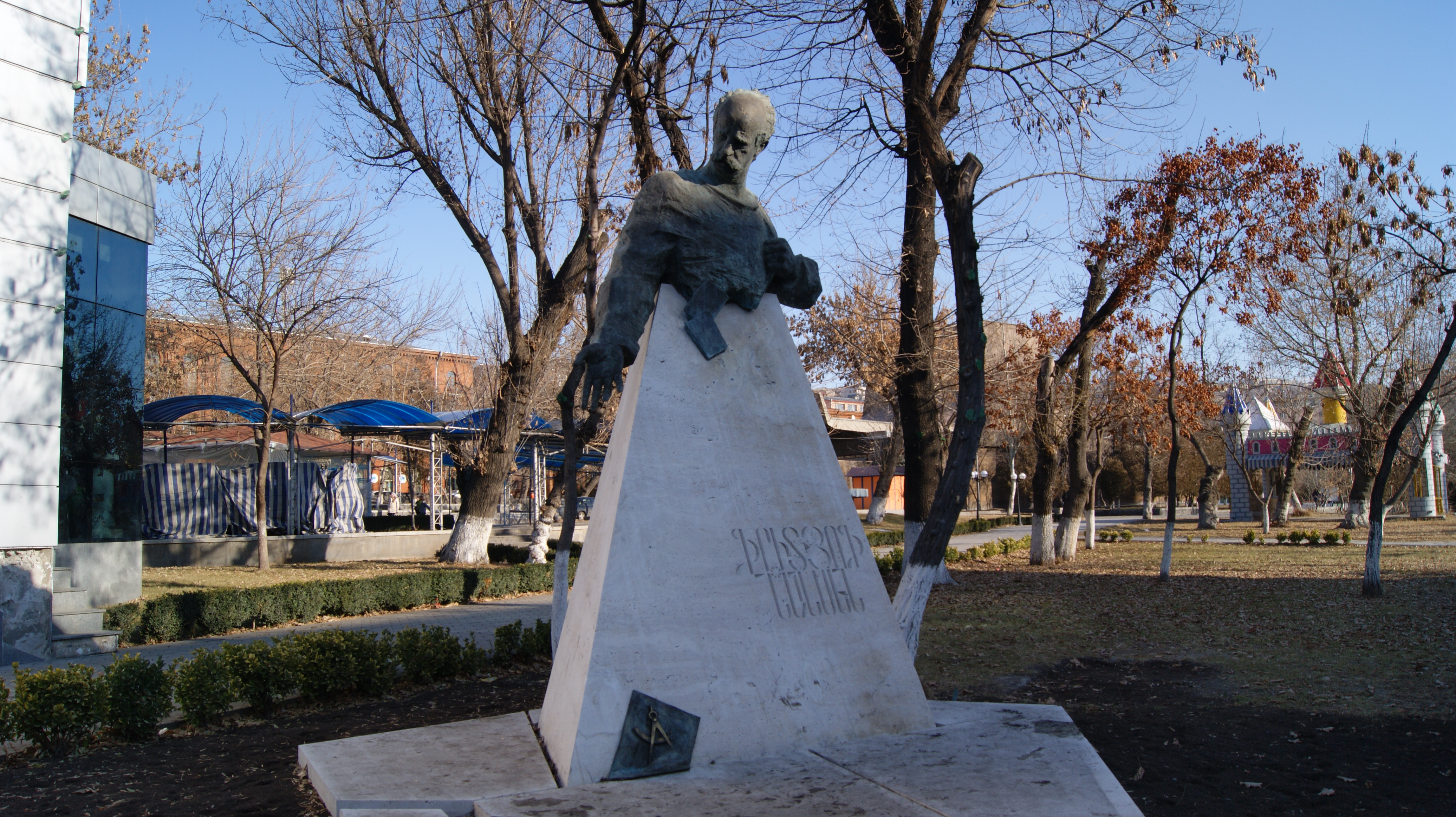
Monumentet över Fridtjof Nansen